# Forrest Gump
Forrest Gump is een Amerikaanse film uit 1994, geregisseerd door Robert Zemeckis en gebaseerd op het gelijknamige boek van Winston Groom uit 1985. De film haalde dertien Oscarnominaties binnen, waarvan hij er zes won, onder andere voor Beste Film, Beste Regisseur en Beste Acteur (voor Tom Hanks). In de race voor Beste Film versloeg de film daarbij enkele favorieten als Pulp Fiction en The Shawshank Redemption. Financieel was de film met een opbrengst van 677 miljoen dollar ook een enorm succes. Gecorrigeerd voor inflatie (maart 2025) is het de op 45 na meest lucratieve film. De film verschilt op enkele punten van het boek.
De film gaat over Forrest Gump, een man met een laag IQ en sukkelig gedrag. Zijn leven wordt gevolgd vanaf zijn jeugd in Alabama in de jaren vijftig tot in de jaren tachtig. Hij haalt succes na succes en maakt historische gebeurtenissen van dichtbij mee, zonder dat te beseffen. Zo geeft hij een jonge Elvis Presley inspiratie voor zijn dansstijl en John Lennon voor een lied (Imagine), is hij én in de Vietnamoorlog én bij de protesten tegen diezelfde oorlog in Washington D.C.. Hij vindt ook de smiley uit en is de inspiratiebron voor de bumpersticker-spreuk shit happens.
Enkele andere rollen in de film zijn voor Sally Field als de moeder van Forrest, Robin Wright als Jenny, zijn jeugdliefde, Gary Sinise als luitenant Dan, de Vietnamveteraan zonder benen, en Mykelti Williamson, als zijn legermaatje Bubba, met wie Forrest Gump een garnalenvisserij zou beginnen. Ook het kindsterretje Haley Joel Osment heeft een kleine rol aan het einde van de film.

## Verhaal
De film gaat over Forrest Gump (Tom Hanks), een simpele ziel met een laag IQ. In het begin zien we een veertje vallen en zien we Forrest die zit te wachten op een bankje voor de bus. Hij vertelt ondertussen over zijn leven aan iedereen die op het bankje komt zitten...
Forrest begint te vertellen over de dag dat hij beugels kreeg voor zijn benen. En hoe zijn moeder altijd alles uitlegt zodat hij het kan begrijpen. Hij vertelt dat hij is vernoemd naar Nathan Bedford Forrest die de Ku Klux Klan heeft opgericht. Zijn moeder runt een pension voor toeristen die op doorreis zijn. Hier komt ook een jonge man genaamd Elvis en Forrest leert hem een dansje, dat Elvis later gebruikt bij zijn nummer Hounddog. Zijn moeder probeert hem op een zeer bekende en goede school te krijgen maar hiervoor moet hij een IQ van ten minste 80 hebben. Zijn IQ is 75 en daarom voldoet hij niet aan de eisen van de school. Zijn moeder brengt een nachtje door met het schoolhoofd en Forrest mag dan uiteindelijk toch naar de school. Als de schoolbus hem ophaalt mag hij naast niemand zitten, behalve naast het meisje Jenny Curran. Forrest en Jenny raken bevriend en zijn lang bij elkaar, totdat Jenny naar een school gaat voor alleen meisjes.
Forrest wordt vanwege zijn lage IQ en beenbeugels voortdurend gepest. Op een dag wordt hij achternagezeten door een groepje jongens op de fiets en Jenny schreeuwt dan de gevleugelde woorden: 'Run, Forrest, run!' Forrest rent en zijn beugels vallen van zijn benen, zodat hij nog harder kan rennen. Hij rent de jongens eruit en mag in het footballteam spelen omdat hij zo hard kan rennen.
Door zijn lage IQ kan hij niet naar de universiteit, maar een college heeft een plaats voor hem op voorwaarde dat hij in het team footballt. Bij de diploma-uitreiking worden jonge heren aangespoord om in dienst te gaan bij het leger.
Hij besluit dan ook in dienst te gaan. Hij verlaat Jenny, zijn moeder en Amerika en gaat naar Vietnam om mee te vechten in de Vietnamoorlog. In het leger voelt hij zich prima thuis omdat nadenken er sowieso niet nodig is. Hij ontmoet er Bubba, die ook niet al te slim lijkt en een goede vriend van hem wordt. Bubba weet veel van garnalen omdat zijn familie in die branche werkt. Zijn wens is het om zelf eigenaar te worden van een garnalenboot en hij nodigt Forrest uit om die droom samen met hem waar te maken als ze uit de oorlog komen.
In Vietnam beseft Forrest niet eens dat het oorlog is, maar denkt dat ze aan het 'wandelen' zijn en op zoek zijn naar een zekere 'Charlie'. Tijdens een aanval worden vele soldaten en vrienden van hem gedood, zo ook Bubba. Luitenant Dan Taylor raakt zijn twee benen kwijt en hij verwijt Forrest dat deze hem redt omdat hij nu als gehandicapte door het leven moet gaan. Hij was liever gestorven in de strijd dan in veiligheid gebracht te worden. Dat was bovendien in Dans familie traditie: in elke Amerikaanse oorlog sneuvelde wel een familielid.
Terwijl Forrest zijn maten probeert te redden wordt hij in zijn achterste geraakt door een kogel. Tijdens zijn revalidatie maakt hij kennis met tafeltennis. Hij blijkt, na het ontvangen van een belangrijke tip, er veel talent voor te hebben. Na zijn diensttijd weet hij een deal te sluiten met een fabrikant van tafeltennisbats en ontvangt hij 25.000 dollar.
Met een groot gedeelte van dat bedrag koopt hij een boot om op garnalen te vissen, zoals hij aan Bubba had beloofd. Luitenant Dan had al eerder, als grap, toegezegd stuurman te worden van de boot maar houdt zich nu aan die afspraak. De eerste weken is het garnalenvissen niet erg succesvol, maar na orkaan Carmen, waarbij alleen Forrests boot heel blijft, krijgt hij het monopolie in de garnalenvisserij en ontstaat er een succesvolle en winstgevende onderneming Bubba-Gump Shrimp.
Dan bereikt Forrest het nieuws dat zijn moeder kanker heeft en op sterven ligt. Hij verlaat abrupt zijn boot en gaat naar haar toe. Ze sterft korte tijd later. Forrest verlangt steeds meer naar Jenny en voelt zich eenzaam. Hij woont weer in zijn ouderlijk huis en is multi-miljonair. Hij maait gras als hobby, zonder er geld voor te vragen. Dan Taylor investeert een deel van het geld van Bubba-Gump in een bedrijf genaamd Apple, waarvan Forrest denkt dat het om fruit gaat, maar dat in werkelijkheid een computerbedrijf is. De aandelen worden door het succes van Apple zoveel waard dat Forrest zich nu nooit meer zorgen hoeft te maken over geld.
Jenny komt op een dag terug en ze verblijft enige tijd bij Forrest. Ze hebben het fijn samen en op een dag vraagt hij haar ten huwelijk, maar ze weigert. Hij bekent dan van haar te houden, maar zij denkt niet dat hij weet wat houden van is. Een teleurgestelde Forrest vertelt Jenny dat hij wel degelijk weet wat liefde is. Die nacht komt ze bij hem in bed en ze bedrijven de liefde. De volgende dag blijkt Jenny vertrokken te zijn.
Om zijn verdriet te verwerken rent Forrest jarenlang door de Verenigde Staten. Tijdens zijn tocht is hij de inspiratiebron voor velen in het land. Een groep mensen rent met hem mee.
Na een paar jaar heeft hij er genoeg van. Dan krijgt hij een brief van Jenny met de vraag of hij naar haar toe wil komen. Dit is de reden dat Forrest op het bankje op de bus wacht. Mensen kunnen niet geloven dat ze met een miljardair in gesprek zijn en lopen weg.
Hij vertelt een oude vrouw naast hem waar Jenny woont en deze vertelt hem dat hij dit lopend sneller kan doen dan met de bus. Hij bedankt haar en rent daarop weg.
Eenmaal bij het huis van Jenny aangekomen komt Forrest erachter dat ze moeder is. Het kind heet Forrest, net als hij, en blijkt zijn zoon te zijn. In tegenstelling tot zijn vader is hij wel slim. Jenny wil trouwen met Forrest nu het nog kan, omdat ze tijdens haar turbulente leven Hepatitis C heeft opgelopen. Op de trouwerij komen veel vrienden van Forrest, onder wie luitenant Dan. Hij is verloofd met Susan, een Vietnamese vrouw en heeft de mogelijkheid weer te kunnen lopen dankzij titanium protheses.
Jenny overlijdt later en Forrest blijft achter met zijn zoontje Forrest jr. Hij onderneemt veel met zijn zoontje en brengt hem, net als zijn moeder destijds, naar de schoolbus. Als de bus wegrijdt, blijft hij zitten en het witte veertje dat hij lange tijd terug tussen zijn leesboek had gestopt, valt tussen de bladzijden uit en vliegt weg, hoog in de lucht...

## Rolverdeling
| Acteur                   | Personage                       |
| ------------------------ | ------------------------------- |
| Tom Hanks                | Forrest Gump                    |
| Robin Wright             | Jenny Curran                    |
| Gary Sinise              | Luitenant Dan Taylor            |
| Mykelti Williamson       | Benjamin Buford "Bubba" Blue    |
| Sally Field              | Mevr. Gump, Forrest's moeder    |
| Michael Conner Humphreys | Forrest Gump als kind           |
| Hanna R. Hall            | Jenny Curran als kind           |
| Haley Joel Osment        | Forrest Gump Jr.                |
| Sam Anderson             | Rector Hancock                  |
| Peter Dobson             | jonge Elvis                     |
| Sonny Shroyer            | Coach Paul "Bear" Bryant        |
| Margo Moorer             | Louise                          |
| Marlena Smalls           | Bubba's moeder                  |
| Afemo Omilami            | Sergeant-instructeur            |
| Calvin Gadsden           | Sergeant Sims                   |
| Richard D'Alessandro     | Abbie Hoffman                   |
| Michael Jace             | Black Panther-lid               |
| Kevin Davis              | Black Panther-lid               |
| Geoffrey Blake           | Wesley                          |
| Dick Cavett              | Zichzelf                        |
| John F. Kennedy          | President Kennedy, archiefbeeld |
| Robert F. Kennedy        | Zichzelf, archiefbeeld          |
| Lyndon Baines Johnson    | President Johnson, archiefbeeld |
| John Lennon              | Zichzelf, archiefbeeld          |
| Richard Nixon            | President Nixon, archiefbeeld   |
| Ronald Reagan            | President Reagan, archiefbeeld  |

## Achtergrond
Met behulp van een speciale techniek wordt Forrest Gump in authentiek beeldmateriaal van verschillende historische figuren geplaatst, zoals John Lennon, John F. Kennedy en Richard Nixon. Deze techniek wordt soms 'gumping' genoemd, naar de film. Om de benen van acteur Gary Sinise weg te werken waren CGI en chromakey-technieken nodig. De benen moesten daarvoor ingepakt worden met blauw materiaal.

### Muziek
De soundtrack van de film bevat een groot aantal bekende popnummers uit de jaren vijftig, zestig en zeventig, waaronder Hound Dog van Elvis Presley, Fortunate Son van Creedence Clearwater Revival, I Can't Help Myself van The Four Tops, Rainy Day Women #12 & 35 van Bob Dylan en Dylans klassieker All Along the Watchtower in de versie van Jimi Hendrix, Respect van Aretha Franklin, Sloop John B van The Beach Boys, California Dreamin' van The Mamas and the Papas, For What It's Worth van Buffalo Springfield, What the World Needs Now Is Love van Burt Bacharach en Hal David, uitgevoerd door Jackie DeShannon, Break On Through (To the Other Side) van The Doors, Mrs. Robinson van Simon & Garfunkel, Turn! Turn! Turn! van The Byrds, Stoned Love van The Supremes, San Francisco van Scott McKenzie, Aquarius van The 5th Dimension, Everybody's Talkin' van Harry Nilsson, Get Down Tonight van KC & the Sunshine Band, Sweet Home Alabama van Lynyrd Skynyrd, Go Your Own Way van Fleetwood Mac en Against the Wind van Bob Seger & The Silver Bullet Band. De soundtrack geldt als een van de succesvolste aller tijden, en haalde onder andere de tweede plek in de Amerikaanse Billboard Album Top 200.
Enkele citaten uit de film, waaronder Run, Forrest, run!!, Stupid is as stupid does en Life's like a box of chocolates, you never know what you're gonna get zijn vaak geparodieerd.

## De film in relatie tot het boek
De film is op enkele vlakken anders dan het boek. Het boek is cynischer. Forrest Gump is niet zozeer een persoon met een laag IQ, maar meer een autist, met een talent voor numerieke calculatie. Ook redt hij in het boek Mao Zedong van de verdrinkingsdood, wordt hij astronaut, worstelaar, schaakkampioen en speelt hij in een film met Raquel Welch.
Alhoewel de film een groot succes was, zei Paramount dat de film een flop was en betaalde de filmmaatschappij Groom zijn aandeel niet uit. Groom weigerde daarom toe te staan dat zijn vervolg op het boek, Gump & Co., zou worden verfilmd. Uiteindelijk is die zaak geschikt.

## Trivia

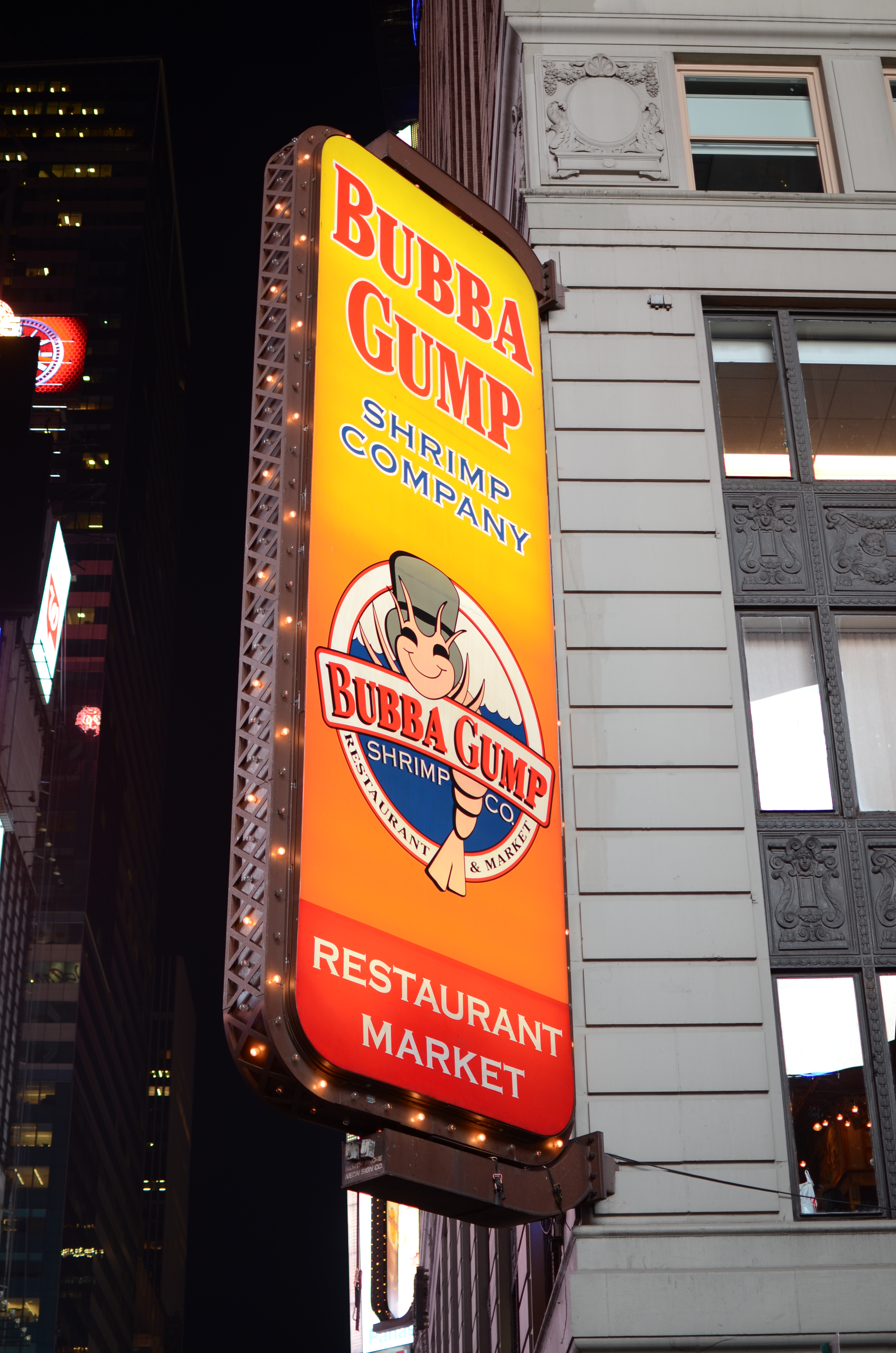
De Bubba Shrimp Company is een restaurantketen in de Verenigde Staten (en heeft een filiaal in Londen UK) waarvan de naam is geïnspireerd door Forrest Gump.

- Bill Murray, Chevy Chase en John Travolta werden gezien als kanshebber voor de rol van Forrest.
- Terry Gilliam en Barry Sonnenfeld kregen ook de kans om de film te regisseren.
- Een van de jongens die niet toestaan dat Gump naast hen komt zitten, werd gespeeld door Alexander Zemeckis, de zoon van de regisseur. Het meisje met het rode haar in de schoolbus is de dochter van Tom Hanks.
- Dave Chappelle weigerde de rol van Bubba omdat hij dacht dat de film niets zou worden.[4] Tot op heden heeft hij daar spijt van.[5]
- In verschillende steden in Amerika bevinden zich restaurants die het gedachtegoed voortdragen van Gump en Bubba. De restaurantketen BubbaGump is een garnalenrestaurant waar alle bereidingswijzen worden gebruikt zoals Bubba vertelt in de bus onderweg naar Bootcamp.
- In de film zegt Forrest dat Jenny sterft op een zaterdagochtend. Op de grafsteen staat echter als sterfdatum 22 maart 1982: dat is op een maandag.
- Een fragment van Forrest Gump, waarin Forrest rent en zo zijn beenbeugels verliest, komt voor in de komische film The Dictator (2012).
- Hetzelfde fragment werd gebruikt in de film Jane Austen's Mafia uit 1998.